# Artifodina himalaica
Artifodina himalaica är en fjärilsart som beskrevs av Tosio Kumata 1985. Artifodina himalaica ingår i släktet Artifodina och familjen styltmalar.
Artens utbredningsområde är Nepal. Inga underarter finns listade i Catalogue of Life.